# PSI AG
Die PSI Software SE (bis 3. August 2023 PSI Software AG) ist ein börsennotiertes deutsches Softwareunternehmen mit Sitz in Berlin. Der PSI-Konzern beschäftigte 2024 (2023) 2.434 (2.310) Mitarbeiter und erzielte einen Umsatz von 260,8 (269,9) Millionen Euro. PSI ist im Prime Standard der Frankfurter Wertpapierbörse notiert. Von 2011 bis 2014 war PSI im TecDAX vertreten.
In Deutschland ist der Konzern an 11 und im Ausland an 23 Standorten vertreten.

## Aktivitäten
PSI entwickelt Prozesssteuerungs- und Informationssysteme für die Optimierung des Energie- und Materialflusses bei Energienetzbetreibern sowie in der Industrie und Logistik. Entsprechend ist der Konzern in die Geschäftsbereiche (Business Units) Grid & Energy Management, Process Industries & Metals, Discrete Manufacturing und Logistics gegliedert.
Im Grid & Energy Management entwickelt PSI intelligente Lösungen für die Steuerung, Überwachung und Optimierung von Netzinfrastrukturen. Schwerpunkte sind moderne Netzleitsysteme und Energiehandelssoftware für den Netz- und Energiemarkt.
Der Bereich Process Industries & Metals entwickelt Lösungen für das Produktionsmanagement, die Supply Chain Management (SCM), Advanced Planning & Scheduling sowie Manufacturing Execution System (MES) umfassen.
Im Bereich Discrete Manufacturing bietet PSI ein Enterprise Resource Planning (ERP) System und ein cloudbasiertes Manufacturing Execution System (MES) für die Steuerung und Optimierung von Produktionsprozessen in der Fertigungsindustrie.
Das Spektrum des Bereichs Logistik umfasst Logistiksoftware für die Analyse, Planung und Optimierung von Supply Chains sowie Warehouse- und Transportmanagementsysteme für Logistikdienstleister, Handel, Industrie und Gepäcklogistik an Flughäfen.

## Geschichte
Das Unternehmen wurde 1969 in Berlin von Dietrich Jaeschke, der bei der AEG am Institut für Automation arbeitete, sowie fünf weiteren AEG-Mitarbeitern gegründet. Es wurde ein erster Auftrag aus der Stahlindustrie gewonnen.
Das Unternehmen fusionierte 1973 mit der ebenfalls von ehemaligen AEG-Mitarbeitern gegründeten Aschaffenburger Gesellschaft für Industrielle Datenverarbeitung (GID). 1974 wurden die Prinzipien einer weitestgehend demokratisch aufgebauten Mitarbeitergesellschaft festgeschrieben. PSI war damit absoluter Vorreiter in Sachen Mitarbeiterbeteiligung.
1976 erzielte das Unternehmen erste große Erfolge als Anbieter von Software für die Energieversorgung; 1986 folgte die Markteinführung des ersten Standard-Softwareprodukts im Bereich Produktionsplanung (PPS). Umwandlung des Unternehmens 1994 in eine Aktiengesellschaft und im August 1998 Börsengang.
Im Frühjahr 2009 erwarb der Investor Ka-Jo Neukirchen ein 29 %-Aktienpaket an der PSI. Nach dem Einstieg des neuen Investors gab das Unternehmen im Mai 2009 eine Kapitalerhöhung aus genehmigtem Kapital unter Ausschluss des Bezugsrechts bekannt, bei der sämtliche Aktien von RWE gezeichnet und übernommen wurden. Wenig später, im Juni 2009, beschloss PSI, das Kapital der Gesellschaft gegen Einbringung von Sacheinlagen eines Aktientauschs zu erhöhen. Gegenstand der Sacheinlage waren die Geschäftsanteile an der inControl Tech aus Malaysia. 2010 verkaufte Ka-Jo Neukirchen seinen Anteil an der PSI.
Mit den Übernahmen der österreichischen AIS Advanced Information Systems und der britischen Broner Metals Solutions Ltd. in den Jahren 2009 und 2014 wurde PSI zu einem der weltweit führenden Produktionsmanagement-Softwareanbieter für die Metallindustrie. Im Energiesegment konnte PSI mit der Übernahme des Netzleitsoftware-Bereichs der BTC AG zum 1. Januar 2019 und der NEPLAN AG im Oktober 2020 die Marktposition in Deutschland und Europa weiter ausbauen.
Neben den Mitarbeitern und Führungskräften (ca. 12 %) sind heute Norman Rentrop (23,08 %) und die E.ON SE (17,77 %) die bedeutendsten Aktionäre (Stand 31. Dezember 2024).
Im Februar 2024 wurde bekannt, dass die Firma Opfer eines Cyberangriffs geworden war. Die Angreifer hatten sich Zugang zum internen Netzwerk der Firma verschafft und dort zahlreiche Laptops und sonstige Computer mittels einer Ransomware verschlüsselt.